# Bertiera gonzaleoides
Bertiera gonzaleoides är en måreväxtart som beskrevs av August Heinrich Rudolf Grisebach. Bertiera gonzaleoides ingår i släktet Bertiera och familjen måreväxter.
Artens utbredningsområde är Kuba. Inga underarter finns listade i Catalogue of Life.